# 施塔爾登
施塔爾登（德語：Stalden，德語發音：[ˈʃtaldn̩]）是瑞士瓦莱州的一个市镇，位於該國南部，面積10.43平方公里，海拔高度795米，2011年人口1,119，九成半人口信奉羅馬天主教，人口密度每平方公里107人。

## 外部連結
- Official website （页面存档备份，存于） （德文）